# Coleophora monardae
Coleophora monardae é uma espécie de mariposa do gênero Coleophora pertencente à família Coleophoridae.